# Rigoberto Urán
Rigoberto Urán Urán (n. Urrao, Antioquia, 26 de janeiro de 1987 (38 anos)) é um ciclista profissional colombiano, membro da equipa belga de categoria UCI ProTeam, Soudal Quick-Step.